# マイケル・オークショット
マイケル・ジョセフ・オークショット（英: Michael Joseph Oakeshott、1901年12月11日 - 1990年12月19日）は、イギリスの哲学者、政治哲学者。現代保守主義の代表的な理論家の1人。

## 略歴
ケンブリッジ大学ゴンヴィル・アンド・キーズ・カレッジを卒業、同カレッジのフェローを務める。第二次世界大戦では英国陸軍に勤務した。戦後、短期間オックスフォード大学ナフィールド・カレッジで教鞭をとった後、1950年よりハロルド・ラスキの講座をつぎ、ロンドン・スクール・オブ・エコノミクス教授を務める。在職中は政治科学部長も務め、1969年に退職した。

## 思想
伝統的なキリスト教価値観を「保守」する観点から唱えたバークら旧来の保守主義の思想家と異なり、オークショットは懐疑主義の立場から「合理主義」による急激な社会改革（ソーシャルエンジニアリング）や革命（レヴォリューション）を批判した。

## 著書
- Experience and its Modes (1933年、ケンブリッジ大学出版局)
- The Social and Political Doctrines of Contemporary Europe (1939年、ケンブリッジ大学出版局)
- Rationalism in Politics and Other Essays (1962年、Methuen)

『政治における合理主義』、嶋津格・森村進・名和田是彦・玉木秀敏・田島正樹・杉田秀一・石山文彦・桂木隆夫訳（1988年、勁草書房、増補版2013年）
『保守的であること――政治的合理主義批判』渋谷浩・奥村大作・添谷育志・的射場敬一訳（1988年、昭和堂）
- Hobbes on Civil Association (1975年、Blackwell)

『リヴァイアサン序説』、中金聡訳（2007年、法政大学出版局）
- On Human Conduct (1975年、オックスフォード大学出版局)

『市民状態とは何か』、野田裕久訳（1993年、木鐸社）
- On History and Other Essays (1983年、Blackwell)

『歴史について、およびその他のエッセイ』、添谷育志・中金聡訳（2013年、風行社）
- The Voice of Liberal Learning: Michael Oakeshott on Education, edited by Timothy Fuller (1989年、Yale University Press)
- Morality and Politics in Modern Europe: the Harvard Lectures, edited by Shirley Robin Letwin (1993年、Yale University Press)
- Religion, Politics, and the Moral Life, edited by Timothy Fuller (1993年、Yale University Press)
- The Politics of Faith and the Politics of Scepticism, edited by Timothy Fuller (1996年、Yale University Press)